# Psychotria coelospermum
Psychotria coelospermum är en måreväxtart som beskrevs av Frederick Manson Bailey. Psychotria coelospermum ingår i släktet Psychotria och familjen måreväxter. Inga underarter finns listade i Catalogue of Life.